# Pêche au toc
Pour les articles homonymes, voir Pêche.
 (novembre 2015).
Si vous disposez d'ouvrages ou d'articles de référence ou si vous connaissez des sites web de qualité traitant du thème abordé ici, merci de compléter l'article en donnant les références utiles à sa vérifiabilité et en les liant à la section « Notes et références ».
Technique de pêche de loisir d'origine pyrénéenne, la pêche au toc  ou pêche de dérive aux appâts naturels  vise la plupart des truite farios des rivières de haute et moyenne montagne en utilisant des appâts naturels récoltés au préalable sur le lieu de pêche. Les appâts utilisés varient en fonction de la saison, de l'altitude et de l'état de l'eau. Le matériel est très spécifique mais peut être choisi principalement par rapport à la taille du cours d'eau que l'on souhaite prospecter.

## Les cours d'eau
On considère généralement qu'une rivière adaptée pour la pêche au toc peut aller du petit ruisseau de montagne de quelques dizaines de centimètres de large et de profondeur, jusqu'à la rivière moyenne de plaine d'une quinzaine de mètres de large pour une profondeur n'excédant pas trois ou quatre mètres. Hors de ces limites, les salmonidés risquent d'être beaucoup plus rares et il ne sera plus question d'utiliser cette technique.

## Les poissons
Le pêcheur au toc recherche en général les salmonidés tels que les truites fario et plus rarement l'ombre. La taille des prises dépend beaucoup de l'appât utilisé et, de ce fait, de la taille de l'hameçon employé. On peut considérer aussi que les poissons visés excèdent rarement le mètre, pour quatre ou cinq kilos maximum.

## Les appâts
Les appâts sont la plupart du temps récoltés sur le lieu de pêche, afin de se rapprocher au mieux de l'alimentation habituelle des poissons autochtones. On emploie en général des vers de terre, des teignes ainsi qu'une multitude de larves ramassées sous les pierres : patraque, upoo, porte-bois... En bref, tout ce qui constitue une nourriture potentielle peut constituer une bonne esche : sangsue, sauterelles, mouches naturelles, escargots...

## Le matériel

### La canne
La canne à pêche doit être choisie principalement en fonction de la taille du cours d'eau et de l'encombrement de ses berges. Ainsi, pour la prospection d'un cours d'eau de dix mètres de large aux abords bien dégagés, on se dirigera de préférence vers un modèle de quatre mètres de long avec des anneaux extérieurs. En revanche, il faudra choisir plutôt un modèle plus court (trois mètres cinquante) et à fil intérieur pour pêcher un torrent de montagne aux berges inextricables. Les cannes télescopiques et téléréglables peuvent constituer un bon compromis et possèdent un avantage indéniable au niveau de l'encombrement.

### Le moulinet
Le moulinet, réduit à sa plus simple expression, ne sert que de réserve de fil. Son choix importe donc peu. Malgré tout, les modèles spécifiques permettent quelquefois d'éviter quelques désagréables « perruques » autour de la manivelle ou de la bobine.

### Fils et plombs
Le corps de ligne est en général fluorescent (souvent de couleur rose ou jaune), afin de permettre au pêcheur de suivre la trajectoire et la vitesse de sa ligne pendant la dérive pour une présentation optimale de l'esche. Pour les salmonidés de nos rivières, son diamètre varie entre 12 et 18 centièmes, le choix reposant essentiellement sur la taille potentielle des prises, la période de l'année et le niveau d'éducation du poisson.
En revanche, le bas de ligne est choisi dans un nylon translucide afin de ne pas éveiller la méfiance de l'animal. Son diamètre est en général supérieur à 8 centièmes et n'excède pas les 14 centièmes. Il recommandé de contrôler régulièrement l'état d'usure de ce dernier afin d'éviter d'éventuelles ruptures lors d'un combat avec un spécimen de belle taille.
Les plombs devront être de taille donc de poids différents et placés soigneusement sur la ligne (voir plus bas).